# 하우치
"하우치"은 2024년 11월에 개봉한 대한민국의 로맨스 드라마 영화이다. 

## 주요내용
누구에게나 빛나는 첫사랑의 기억,
아름답고 애틋한 시절이 다시 한번 펼쳐진다.
믿었던 사업은 망하고, 유일한 가족인 딸과도 멀어진 채
오랜 친구들에게 신세 지며 막막한 삶을 살아가던 ‘재학’(지대한 분).
그러던 어느 날 예상치 못한 전화 한통이 걸려오고,
그는 30여년만에 첫사랑 ‘경화’(손지나 분)의 소식을 듣게 된다.
그리고 찬란하게 빛났던 18살의 시절과
첫사랑의 기억을 떠올리는데…
그리운 첫사랑, 다시 만날 수 있을까? 

## 제작진

### 제작사
- ㈜지브라더스 컴퍼니

- 에스지엔터테인먼트㈜
- (주)콘텐츠파크엔터테인먼트

### 제공
- ㈜제이씨엔터웍스

### 배급
- ㈜제이씨엔터웍스

### 감독
- 김명균 : ( 영화 《손톱》(조연출), 영화 《원탁의 천사》(공동각색&단역 - 수학선생 역), 영화 《상사부일체》(공동각색), 영화 《꿈은 이루어진다》(제작지원협조), 영화 《백프로》(감독&각색), 영화 《장인과 사위》(각본) 등 연출 )

### 각본
- 윤광희

### 주연
- 지대한 : 하재학 역

- 손지나 : 배경화 역

- 오재무 : 어린 재학 역

- 유라 : 어린 경화 역

- 서태화 : 박진기 역

### 조연
- 태항호 : 봉민 역

- 김도엽 : 어린 봉민 역

- 김진근 : 용식 역

- 장명갑 : 승일 역

- 문채영 : 하자경 역

### 특별출연
- 김병옥 : 장 사장 역

- 박경혜 : 경애 역

### 단역
- 장지건 : 덩치 1 역

## 참고 사항
- 지대한과 김병옥은... 2006년도에 개봉한 영화 《해바라기》 이후 18년만에 다시 재회하게 된 작품의 계기가 되었다.